# نقاب زرین (فیلم ۱۹۴۰)
نقاب زرین (لهستانی: Złota Maska) یک فیلم ملودرام لهستانی به کارگردانی یان فتکه است که در سال ۱۹۴۰ منتشر شد. این فیلم در سال ۱۹۳۹ ساخته شد، اما مراحل پس‌تولید آن به سبب تهاجم آلمان به لهستان به تأخیر افتاد و در نهایت در سال ۱۹۴۰ به اتمام رسید و اکران محدودی در سایهٔ دولت عمومی پیدا کرد. در نسخه‌ای که باقی مانده بود، عنوان‌بندی تغییر و داستان فرعی حذف شد - از جمله صحنه‌هایی که ایگو سیم (همکار نازی‌ها) در آن حضور داشت، پس از جنگ حذف شد.

## گزیدهٔ بازیگران
- لیدیا ویسوتسکا
- الکساندر ژابچینسکی
- ووادیسواف والتر
- میه‌چیسواوا چویکلینسکا
- استفان خنیجینسکی
- یوزف اوروید
- آندژی بوگوتسکی
- فلیکس ژوکوفسکی
- ایگو سیم